# Chemung County
Chemung County ist ein County im Bundesstaat New York der Vereinigten Staaten. Bei der Volkszählung im Jahr 2020 hatte das County 84.148 Einwohner und eine Bevölkerungsdichte von 79,8 Einwohnern pro Quadratkilometer. Der Verwaltungssitz (County Seat) ist Elmira.

## Geographie
Chemung County besteht aus einer stark hügeligen Landschaft, die vom Chemung River von Südost nach Nordwest durchzogen wird. Entlang des Flusslaufs finden sich die bevölkerungsreichsten Siedlungen. Seine südliche Grenze bildet zugleich die Staatsgrenze zu Pennsylvania.
Das County hat eine Fläche von 1.063,9 Quadratkilometern, wovon 8,9 Quadratkilometer Wasserfläche sind.
Das County wird vom Office of Management and Budget zu statistischen Zwecken als Elmira, NY Metropolitan Statistical Area geführt.

### Umliegende Gebiete
| Schuyler County   | Schuyler County      | Tompkins County      |
| Steuben County    |                      | Tioga County (NY)    |
| Tioga County (PA) | Bradford County (PA) | Bradford County (PA) |

## Geschichte
Das County wurde am 29. März 1836 als Abtrennung aus dem Tioga County gebildet. Die Herkunft des Namens ist nicht völlig eindeutig: Vermutlich wurde es nach den Cayuga-Indianern benannt, einem Stamm der Five Nations der Irokesen, der vermutlich hier seine Wohngebiete hatte (seine Jagdgebiete waren weiter nördlich zu finden). Bei Hough (siehe Literatur) findet sich aber auch der Hinweis, dass „Con-on-gue“ ein Ausdruck der Delaware-Stämme sei, der „Großes Horn“ oder „Horn im Wasser“ bedeuten würde und auf größere Mengen von Rotwild-Geweihen auf den Sandbänken des nahen Susquehanna Rivers hinweisen würde.

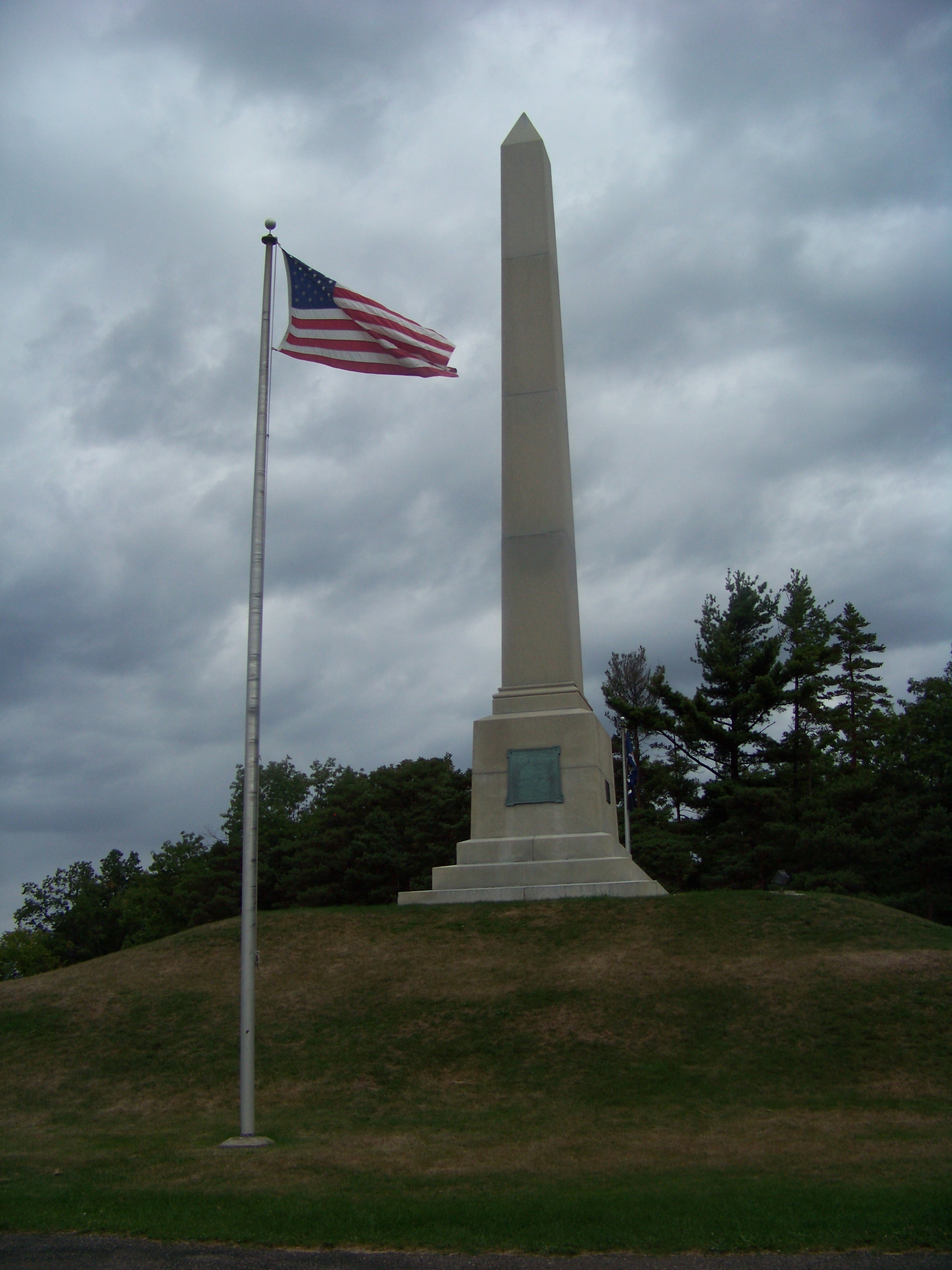
Obelisk auf dem Newtown Battlefield (2008)

Ab dem 14. August 1779, während des Unabhängigkeitskrieges, führte die Sullivan-Expedition auf dem Gebiet des County eine Reihe von Angriffen gegen mit den Briten verbündeten Indianerstämmen aus, die am 29. August zur Schlacht von Newtown führten. Auf dem Rückweg von dieser Expedition wurde den erschöpften Packpferden der Gnadenschuss gegeben; die Schädel wurden später entlang des Weges abgelegt und dienten als Abschreckung für weitere Siedler. Die 1854 dort entstandene Siedlung wurde nach diesen Schädeln Horseheads benannt.

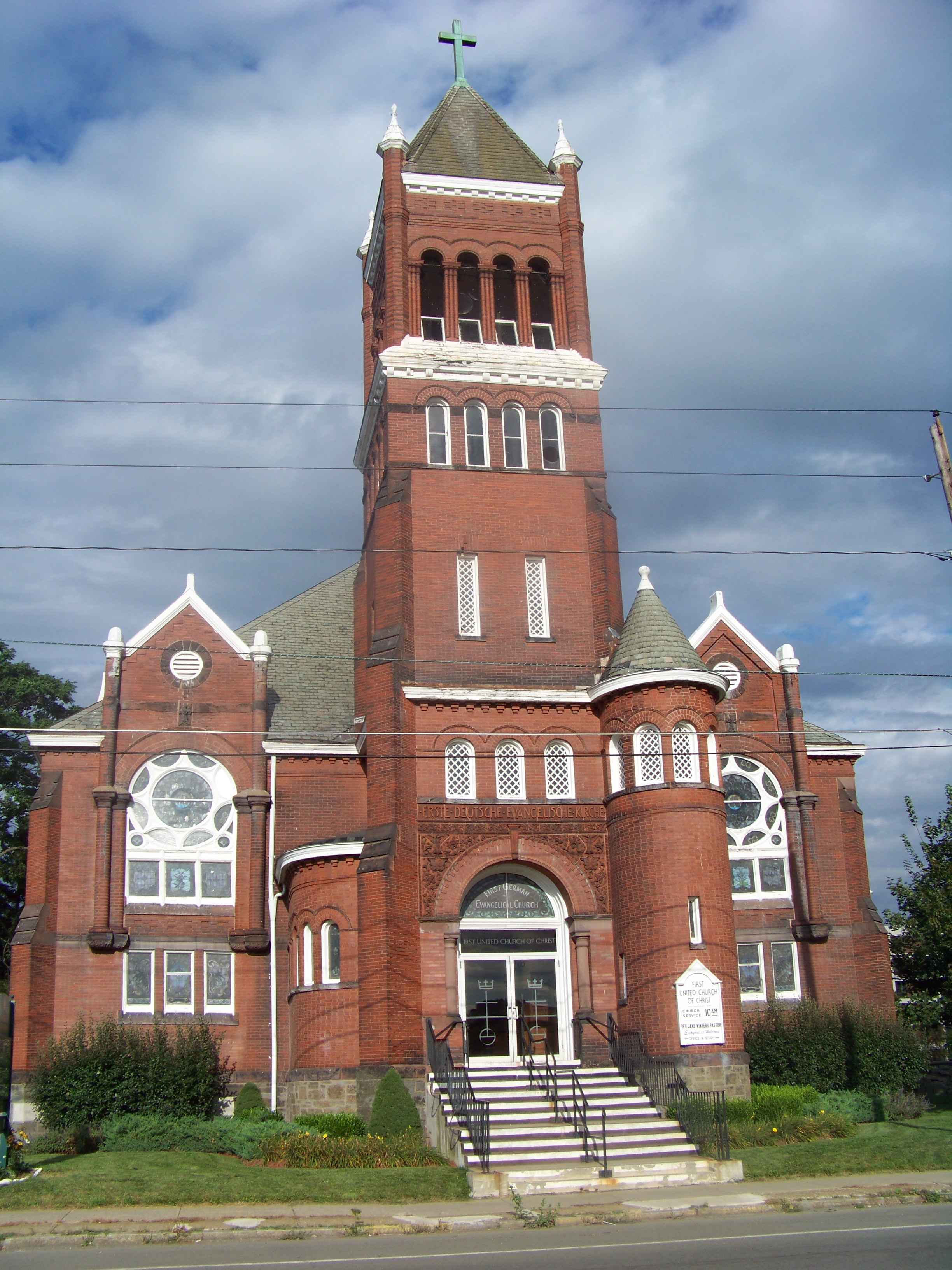
Die Erste Deutsche Evangelische Kirche ist im National Register of Historic Places eingetragen.

Ein Ort hat den Status einer National Historic Landmark, das Newtown Battlefield. 37 Bauwerke und Stätten des Countys sind insgesamt im National Register of Historic Places eingetragen (Stand 18. Februar 2018).

### Einwohnerentwicklung
| Jahr   | 1800   | 1810   | 1820   | 1830   | 1840   | 1850   | 1860    | 1870   | 1880   | 1890 |
| ------ | ------ | ------ | ------ | ------ | ------ | ------ | ------- | ------ | ------ | ---- |
| –      | –      | –      | –      | 20.732 | 28.821 | 26.917 | 35.281  | 43.065 | 48.265 |      |
| Jahr   | 1900   | 1910   | 1920   | 1930   | 1940   | 1950   | 1960    | 1970   | 1980   | 1990 |
| 54.063 | 54.662 | 65.872 | 74.680 | 73.718 | 86.827 | 98.706 | 101.537 | 97.656 | 95.195 |      |
| Jahr   | 2000   | 2010   | 2020   | 2030   | 2040   | 2050   | 2060    | 2070   | 2080   | 2090 |
| 97.070 | 88.830 | 84.148 |        |        |        |        |         |        |        |      |

## Städte und Ortschaften
Zusätzlich zu den unten angeführten selbständigen Gemeinden gibt es im Chemaung County mehrere villages.
| Ortschaft   | Status | Einwohner (2010) | Gesamte Fläche [km²] | Landfläche [km²] | Bevölkerungsdichte [Einwohner / km²] | Gründung      | Besonderheit                                    |
| ----------- | ------ | ---------------- | -------------------- | ---------------- | ------------------------------------ | ------------- | ----------------------------------------------- |
| Ashland     | town   | 1.695            | 37,7                 | 36,7             | 46,2                                 | 25. Apr. 1867 |                                                 |
| Baldwin     | town   | 832              | 66,7                 | 66,6             | 12,5                                 | 7. Apr. 1856  |                                                 |
| Big Flats   | town   | 7.731            | 116,7                | 115,2            | 67,1                                 | 16. Apr. 1822 |                                                 |
| Catlin      | town   | 2.618            | 98,5                 | 98,4             | 26,6                                 | 16. Apr. 1823 |                                                 |
| Chemung     | town   | 2.563            | 129,6                | 128,2            | 20,0                                 | 28. Feb. 1789 |                                                 |
| Elmira City | city   | 29.200           | 19,6                 | 18,8             | 1.553,2                              | 7. Apr. 1865  | County Seat                                     |
| Elmira Town | town   | 6.934            | 58,4                 | 57,5             | 120,6                                | 10. Apr. 1792 | Gründungsname: Newtown; umbenannt 6. April 1808 |
| Erin        | town   | 1.962            | 115,2                | 114,6            | 17,1                                 | 29. März 1822 |                                                 |
| Horseheads  | town   | 19.485           | 93,0                 | 92,2             | 211,3                                | 17. Feb. 1854 |                                                 |
| Southport   | town   | 10.940           | 121,3                | 120,2            | 91,0                                 | 16. Apr. 1822 |                                                 |
| Van Etten   | town   | 1.557            | 107,7                | 107,3            | 14,5                                 | 17. Apr. 1854 |                                                 |
| Veteran     | town   | 3.313            | 99,6                 | 99,3             | 33,4                                 | 16. Apr. 1823 |                                                 |